# Anthurium subrotundum
Anthurium subrotundum är en kallaväxtart som beskrevs av Thomas Bernard Croat. Anthurium subrotundum ingår i släktet Anthurium och familjen kallaväxter. Inga underarter finns listade.